# Phyllomydas parvulus
Phyllomydas parvulus är en tvåvingeart som först beskrevs av John Obadiah Westwood 1841.  Phyllomydas parvulus ingår i släktet Phyllomydas och familjen Mydidae.
Artens utbredningsområde är Florida. Inga underarter finns listade i Catalogue of Life.